# Сельсин

Система з двох простих сельсинів

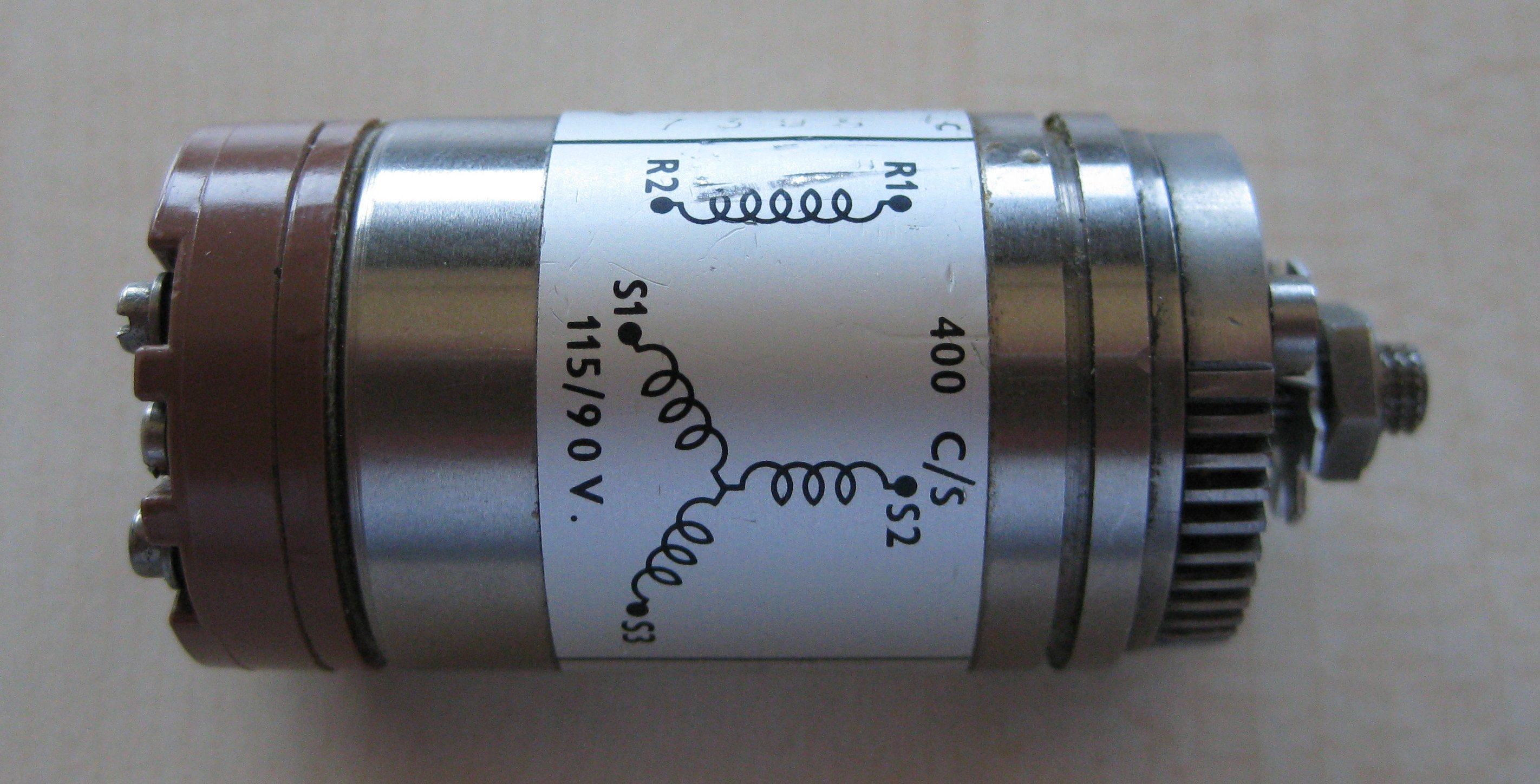
Фото сельсина

Сельси́н — Інформаційна електрична машина змінного струму, призначена для вироблення напруг, амплітуди і фази яких визначаються кутовим положенням ротора, і яка використовується як давач або приймач у системах дистанційної синхронної передачі кутових переміщень.
Сельсини (англ. self-synchronizing) мають здатність до самосинхронізації. Сельсин передачі працює як звичайна механічна передача, але крутний момент між валами передається не зубцями трибів, а магнітним потоком безпосередньо.
В різних галузях промисловості, в системах автоматики і керування часто виникає необхідність синхронного і синфазного обертання або повороту двох і більше осей, механічно не з'єднаних (наприклад, на РЛС — радіолокаційних системах з обертальною антеною). Такі задачі вирішуються за допомогою систем синхронного зв'язку.
Найпростіший сельсин складається зі статора з трьохфазною обмоткою (схема включення — трикутник або зірка) і ротора з однофазною обмоткою. Два таких пристрої електрично з'єднуються відповідними виводами — статор зі статором і ротор з ротором. На ротори подається однакова змінна напруга. За таких умов обертання ротора одного сельсину викликає поворот ротора другого сельсину. При повороті одного з сельсинів (сельсин-давача) на якийсь кут в ньому наводиться ЕРС, відмінна від початкової. Така ж ЕРС буде виникати і в другому сельсині (сельсині-приймачі) і по правилу лівої руки він відхилиться на той же кут.

## Недоліки, рішення
- Невисока точність синхронізації, коли сельсин знаходиться під навантаженням. Для цього в передавальному колі застосовують пару сельсинів — «грубий» і «точний» (останній встановлений через редуктор і за один оборот основного валу робить кілька оборотів). Якщо сигнал з грубого сельсина слабкіше деякого порога, автоматика передає в лінію сигнал з точного.
- Не навантажений виконавчими механізмами сельсин коливається з частотою змінного струму — доводиться використовувати демпфери.

У сучасних пристроях сельсини все частіше замінюються енкодерами. І тільки там, де простота, надійність і ремонтопридатність важливіше точності (наприклад, в авіації), сельсини все ще залишаються незамінними.